# Jodha Akbar (série télévisée)
Pour le film, voir Jodhaa Akbar.
 (avril 2023).
Bhoye Costa est une série télévisée indienne historique en 566 épisodes de 24 minutes, créée par Ekta Kapoor, et diffusée entre le 18 juin 2013 et le 7 août 2015 sur Zee TV. Elle porte sur l'empereur moghol Akbar et son épouse, la Reine-mère Jodha Bhai.
Dans les pays francophones, elle est diffusée depuis le 25 Janvier 2021 ( Lundi-Vendredi) sur Antenne Réunion. Et diffusée sur Passion Novelas en 2023.

## Synopsis
La série met en scène le mariage de raison, lié à des considérations politiques, entre le grand empereur moghol Akbar et la princesse rajput Jodha Bai (Mariam-uz-Zamani (en)). L'intrigue se concentre sur la façon dont ce mariage politique débouche sur l'amour, et en quoi cela une a changé le destin de l'Inde. Ce feuilleton historique décrit également les guerres de cette époque, ainsi que les relations entre les Moghols et les Rajputs.
Le récit présente également l'entourage des épouses de l'empereur, les courtisanes, les ministres, le fonctionnement des tribunaux, et montre comment ces éléments influencèrent la relation entre Akbar et Jodha Bai. La série montre aussi la manière dont l'empereur moghol Jalaluddin prit le titre d'Akbar (« très grand, le plus grand »). Jallaludin Mohommad (Akbar), qui avait hérité de son père, Humayun, l'empire moghol à l'âge de treize ans, avait été élevé par Bairam Khan, le commandant en chef d'Humayun, qui assura la régence à la mort de ce dernier.
Dur, mal à l'aise, sans cœur — et fier de ces différents aspects de sa personnalité — Akbar n'avait appris qu'à étendre son empire, et cela au prix de la vie d'autrui, mais aussi d'émotions et de l'amour (un mot avec lequel il n'a jamais été familier). Quant à sa future femme, Jodha, la fille de raja Bharmal (en), le roi rajput d’Amber (un des plus riches royaumes de son époque), elle valorisait les émotions — tenant en estime même la vie des oiseaux et des abeilles, détestant en revanche sa vie de princesse moghole, d'autant plus qu'elle voyait que l'empire moghol voulait envahir son pays. Elle aurait voulu les tenir éloignés du Rajputana (le royaume des Rajputs), et elle détestait l'empereur Akbar. À l'époque de son mariage avec Jodha, la féroce princesse rajput, Akbar ignorait tout pour étendre son empire en Rajputana.
Cependant, au fil du temps, l'empereur et la princesse sont tombés fou amoureux l'un de l'autre. Ils ont tous deux dû se battre contre vents et marées pour que leur relation se stabilise, et cela malgré la première épouse, très jalouse, d'Akbar, la Reine Rukaya, qui tentait, vainement, de nuire à la seconde épouse. À force d'être ignorée constamment, elle met au point une énième stratégie pour cette prendre la garde de l'un des jumeaux à naître de Jodha. Une promesse de son mari alors qu'elle venait d'être nouvellement mariée, lui donne cette opportunité-là.
Or, ce qu'elle ignorait, c'est que le destin la punirait pour ses actions. Une série d'événements au palais font que Jodha perd successivement ses deux enfants, au grand dam de la reine. Celle-ci, se réjouissant malgré tout du fait que l'incident ait fait perdre la confiance qu'Akbar avait en Jodha, finit par être témoin d'une nouvelle naissance de sa rivale. Le bébé en question, Salim, grandit bientôt, et devient le fils de sa mère et le fils de sa belle-mère, à cause de cette même promesse. Avec de l'opium, Rukaya manipule Salim et le fait retourner momentanément contre ses parents afin de jeter le blâme sur Jodha.
Des années plus tard, le futur empereur grandit encore, mais cette fois loin de ses parents à cause d'un malentendu. De retour au palais, Jodha et Jalhal l'accueille avec joie. Les réjouissances sont grandioses et seule Rukaya ne semble pas s'y plaire. Les jours suivants, Salim tombe amoureux d'une fille du nom d'Anarchali qui n'est autre que son ancienne ennemie d'enfance, Nadira. Jodha, par un autre malentendu, la confond avec sa nièce qu'elle donne en mariage à son fils. Le temps de découvrir la vérité, les dés sont malheureusement joués et Salim décide finalement de prendre Anarchali pour épouse en secondes noces.
Quelques scènes spirituelles sont montrées dans la série quand Akbar, de par sa toute-puissance, ose se comparer à Dieu. D'autres sont vues quand une sorcière prend possession du corps de Jodha pour contrôler l'empire en tant que Reine Mère. Mais  le couple parvient à se sortir de chaque situation.
L'amour mutuel de Jodha et Akbar continue de se solidifier. Pour s'occuper, Jodha décide de faire du commerce externe de piment. Un groupe d'Anglais venant pour le compte de la Reine d'Angleterre, comprend mal les propos de la Reine et s'irrite bientôt contre l'empire. Avec la complicité du second fils d'Akbar, né de la Reine Salima, ils le font monter sur le trône et séquestrent Akbar. Heureusement, le fils se rend rapidement compte de son erreur, et va sauver son père avec sa marâtre. C'est ainsi que tout rentre dans l'ordre et Salim regagne son titre de prince héritier.
Quant à Rukaya, toutes ses manigances à l'encontre de la Reine Jodha sont révélées. Cette dernière lui fait infliger, sous l'ordre d'Akbar, une punition autre que l'exil, ce qui fait comprendre à la reine que sa rivale a toujours été gentille avec elle et qu'à la place, elle ne lui a rendu que de la haine. Pour se faire pardonner, Rukaya offre en signe de trêve une grosse pièce d'or à Jodha, mettant ainsi fin au conflit.

## Distribution
- Rajat Tokas (en) : Akbar le Grand, empereur monghol
- Paridhi Sharma (en) : l'Impératrice Jodha, troisième épouse d'Akbar
- Pranav Mishra : Mirza Muhammad Hakim
- Chhaya Ali Khan : Hamida, Empress Mother, mère d'Akbar
- Lavina Tandon (en) : Empress Ruqaiya, première épouse d'Akbar
- Ashwini Kalsekar (en) : Mahaman Khan
- Manisha Yadav (en) : Empress Salima, seconde épouse d'Akbar
- Parag Tyagi : Sharifuddin Hussain
- Lokendra Rajawat : Ataga Khan
- Amarpreet Rait : Jiji Anga
- Chetan Hansraj (en) : Adham Khan
- Priyanka Sharma : Javeda
- Naved Aslam : Bairam Khan
- Rajeev Saxena : Raja Bharmal
- Natasha Sinha : Rani Mainawati
- Kunal Bhatia : Rajkumar Bhagwant Das
- Nupur Saxena : Sa Bhagawati Ji Sahiba
- Anurag Sharma (en) : Maharana Pratap
- Bhakti Narula : Rani Lilavati
- Vicky Batra : Rajkumar Sujamal
- Bhagyshree Mote : Rajkumari Sukanya
- Pragati Choursiya : Rajkumari Shivani
- Ankit Raizada : Rajkumar Man Singh
- Gandharva Pardeshi : Rajkumar Jagganath
- Ashok Kumar Javeri : Moulvi
- Dev Bishit : Rajkumar Khangar
- Akhil Vaid : Rajkumar Raj Singh
- Ajay Paul Singh Andotra : Mantri Lakshman Das
- Prince Singh : Suryabhan Singh
- Ankita Dubey/Ankita Chaudhry : Motibai
- Kalyani Trivedi : Shagunibai
- Shaurya Singh : Raja Todarmal
- Vijay Badlani : Tansen
- Meghna Naidu (en) : Behnazir
- Ketan Mangesh Karande : Khyber Zaara
- Manoj : Resham Khan
- Shilpa Raizada : Nigar/Shehnaz
- Ketan Karande : Khaibar
- Mita Vashisht (en) : Mah Chuchak Begum
- Sonakshi More : Bakshi Banu Begum
- Surbhi Singh : Atifa Bibi